# امپاسیمازاوا، واواتنینا
امپاسیمازاوا، واواتنینا (به لاتین: Ampasimazava, Vavatenina) یک سکونتگاه مسکونی در ماداگاسکار است که در آنالانجیروفو واقع شده‌است.

## خصوصیات
امپاسیمازاوا ۱۰٬۰۰۰ نفر جمعیت دارد و ۲۹۳ متر بالاتر از سطح دریا واقع شده‌است.